# Magnus Johansson (musikalbum)
Magnus Johansson är Magnus Johanssons debutalbum som släpptes 1990.

## Låtlista
| Nr           | Titel                                   | Längd   |
| ------------ | --------------------------------------- | ------- |
| 1.           | Till himmelen                           | 4:35    |
| 2.           | Pojkarna som aldrig behövde sova        | 3:31    |
| 3.           | Slaktarens dotter                       | 4:45    |
| 4.           | Martin har en cykel                     | 4:29    |
| 5.           | Här kommer min tjej                     | 3:14    |
| 6.           | Kom dansa med mej                       | 4:32    |
| 7.           | Får jag se dej ikväll?                  | 4:59    |
| 8.           | Pappa är en flygkapten                  | 4:04    |
| 9.           | Han har kommit för att bära oss hem     | 3:31    |
| 10.          | Du skulle ha gett honom allt            | 3:51    |
| 11.          | Magdalena tog morgontåget till Katmandu | 3:59    |
| 12.          | Nyårslåten                              | 3:35    |
| 13.          | Dom som försöker sätta åt min vän       | 4:33    |
| 14.          | När vi ger oss av från tivolistan       | 4:17    |
| 15.          | Vakna nu, Anneli                        | 3:35    |
| 16.          | Hipp, hipp hurra                        | 5:42    |
| 17.          | Anneli sover och jag tittar på          | 2:34    |
| Total längd: | Total längd:                            | 1:09:46 |

## Listplaceringar
| Lista (1990-1991) | Topplacering |
| ----------------- | ------------ |
| Sverige           | 26           |

### Fotnoter
1. ↑  ”Magnus Johansson”. Swedishcharts. 6 mars 1990. http://www.swedishcharts.com/showitem.asp?interpret=Magnus+Johansson&titel=Magnus+Johansson&cat=a. Läst 7 januari 2015.